# 日本配合飼料
日本配合飼料株式会社（にっぽんはいごうしりょう、Nippon Formula Feed Manufacturing Co., Ltd.）は、かつて存在した日本の飼料メーカー。
2015年10月1日、協同飼料株式会社との共同持株会社であるフィード・ワンホールディングス株式会社に、協同飼料株式会社とともに吸収合併され、フィード・ワン株式会社となった。

## 概要
畜産・水産用の配合飼料の製造販売、動物薬の製造販売、鶏卵の生産、養豚、雛の飼育、畜産物の販売、魚養殖、水産物の加工販売を行っていた。協同飼料との経営統合前は、三井物産が40%を超える株式を保有していた。
養鶏用の飼料が主力で、養魚用でも高いシェアを持っていた。2014年3月期の連結売上構成は飼料事業77.2%、畜産事業18.4%、その他の事業4.3%となっている。

## 沿革
- 1928年（昭和3年）6月 - 横浜市神奈川区守屋町にて日本配合飼料研究所として創業。三井物産株式会社、木村徳兵衛商店（現・木徳神糧株式会社）、館野栄吉商店（現・株式会社タテノコーポレーション）の共同出資。7月、養鶏用配合飼料を初出荷。
- 1929年（昭和4年）10月1日 - 法人化し、日本配合飼料株式会社を設立。当時の本社は東京市日本橋区。
- 1934年（昭和9年）1月20日 - 大連工場を開設、大陸に進出。
- 1936年（昭和11年）2月 - 畜産配合飼料株式会社を合併。同社は1934年創業、三井物産神戸支店の支援で設立された日本初の養牛用配合飼料製造会社。
- 1941年（昭和16年）2月1日 - 奉天に満洲配合飼料株式会社を設立。三井物産と折半出資。
- 1942年（昭和17年）6月10日 - 門司工場を九州飼料有限会社として分社。
- 1942年（昭和17年）7月31日 - 軍馬栄養剤の製造を開始。戦時中には他にビタミン剤製造も手がける。
- 1944年（昭和19年）9月4日 - 日配薬糧株式会社に商号変更。
- 1945年（昭和20年）3月12日 - 名古屋大空襲により名古屋工場が焼失。
- 1950年（昭和25年）4月10日 - 日本配合飼料株式会社に商号変更。
- 1951年（昭和26年）7月25日 - 九州飼料有限会社を合併。
- 1960年（昭和35年）3月 - 養魚用餌料に進出。
- 1962年（昭和37年）6月12日 - 東京証券取引所市場第二部に株式を上場。
- 1969年（昭和44年）8月 - 東京証券取引所市場第一部に指定替え。
- 1971年（昭和46年）7月 - ドッグフードの製造販売を開始、ペットフードに進出。
- 1978年（昭和53年）11月 - 日配飼料販売株式会社を設立。
- 1988年（昭和63年）3月 - 本社を東京都内から横浜市神奈川区鶴屋町に移転。
- 1989年（平成元年）4月 - 日配飼料販売株式会社の営業権を譲受。同社は1994年8月解散。
- 1989年（平成元年）5月1日 - ニップン飼料株式会社の畜産・養魚用飼料の営業権を譲受。同社は日本製粉株式会社（現・株式会社ニップン）が全額出資して1961年9月に設立、1990年2月解散。
- 1998年（平成10年）12月 - 本社を神奈川区守屋町の横浜工場跡地に建設したTVPビルに移転。
- 2014年（平成26年）10月1日 - 協同飼料株式会社との共同持株会社である「フィード・ワンホールディングス株式会社」を設立し経営統合[1]。
- 2015年（平成27年）10月1日 - 協同飼料とともにフィード・ワンホールディングス株式会社に吸収合併され、フィード・ワン株式会社となる[2]。

## 現業所

### 合併時
- 知多工場（愛知県知多市） - 1970年6月開設
- 関西工場（兵庫県神戸市東灘区） - 1975年8月神戸第二工場として開設、1985年3月関西工場に改称
- 中央研究所（茨城県神栖市） - 1988年5月移転開設

### 過去
- 小樽工場（北海道小樽市） - 1957年10月開設
- 塩釜工場（宮城県塩竈市） - 1963年12月開設、2011年東日本大震災により閉鎖
- 千葉工場（千葉県千葉市） - 1962年12月開設、1988年9月閉鎖
- 保谷工場（東京都北多摩郡保谷町）
- 横浜工場（神奈川県横浜市神奈川区） - 1928年6月開設、1988年9月閉鎖
- 清水工場（静岡県清水市） - 1961年6月開設
- 名古屋工場（初代）（愛知県名古屋市港区） - 1931年6月開設、1945年3月空襲により壊滅
- 名古屋工場（2代）（愛知県名古屋市港区） - 1951年4月移転再開、1970年6月閉鎖
- 神戸工場（兵庫県神戸市） - 1954年8月開設、1975年8月閉鎖
- 坂出工場（香川県坂出市） - 1961年8月開設
- 門司工場（福岡県北九州市門司区） - 1931年10月開設、1942年6月九州飼料有限会社として分社、1951年7月九州飼料有限会社を合併、1985年10月閉鎖
- 鹿児島工場（鹿児島県鹿児島市） - 1972年12月開設、1994年9月閉鎖
- 大連工場（関東州大連市） - 1934年1月開設、1945年敗戦により喪失
- 北京工場（北京市） - 1943年1月開設、1945年敗戦により喪失
- 西貢工場（サイゴン市） - 1944年5月開設、1945年4月空襲により壊滅
- 中央研究所（初代）（神奈川県横浜市鶴見区） - 1929年11月研究場として開設、1959年中央研究所に改称、1988年5月移転

## 関係会社

### 連結子会社
- フィードグローブ株式会社（北海道岩見沢市） - 飼料事業、畜産事業
- 東北飼料株式会社（青森県八戸市） - 飼料製造
- ニュートリテック株式会社（静岡県袋井市） - 飼料事業
- 東日本マジックパール株式会社（岩手県滝沢市） - 畜産物販売
- 株式会社白樺ファーム（北海道千歳市） - 畜産飼育
- 株式会社第一原種農場（青森県八戸市） - 畜産飼育
- 株式会社秋田ファーム（秋田県能代市） - 畜産飼育
- 株式会社南部ファーム（岩手県九戸郡九戸村） - 畜産飼育
- 株式会社金成ファーム（宮城県栗原市） - 畜産飼育
- 株式会社栗駒ファーム（宮城県栗原市） - 畜産飼育
- 有限会社グリーンファームソーゴ（京都府福知山市） - 畜産飼育
- 株式会社南九州畜産センター（宮崎県東諸県郡国富町） - 畜産飼育
- ニッパイフード東北株式会社（宮城県多賀城市） - 畜産物販売
- 西日本マジックパール株式会社（兵庫県姫路市） - 畜産物販売
- 南洋漁業株式会社（愛媛県南宇和郡愛南町） - 養殖業

### 関連会社
- 有限会社東北グローイング（青森県三戸郡五戸町） - 畜産飼育
- 株式会社栗駒ポートリー（宮城県栗原市） - 畜産飼育
- 株式会社小美玉ファーム（茨城県小美玉市） - 畜産飼育
- 釧路飼料株式会社（北海道釧路市） - 飼料製造
- 苫小牧飼料株式会社（北海道苫小牧市） - 飼料製造
- 仙台飼料株式会社（宮城県仙台市宮城野区） - 飼料製造
- 鹿島飼料株式会社（茨城県神栖市） - 飼料製造
- 平成飼料株式会社（茨城県神栖市） - 飼料製造
- 志布志飼料株式会社（鹿児島県志布志市） - 飼料製造
- マルイ飼料株式会社（鹿児島県出水市） - 飼料製造
- 極洋日配マリン株式会社（愛媛県南宇和郡愛南町） - 養殖業